# Battaglia di Novara (1821)
La battaglia di Novara avvenne l'8 Aprile 1821 tra le truppe degli insurrezionalisti liberali piemontesi detti costituzionalisti contro le truppe austriache dette lealiste. Fu un momento cruciale dei moti del 1820-1821.
Fu il risultato di un tentativo di alcuni liberali torinesi, aristocratici e borghesi piemontesi, con agganci nell'esercito, di costringere il re Vittorio Emanuele I a concedere la Costituzione. Tra di loro vi furono esponenti dei Savoia-Carignano i conti Santorre di Santa Rosa, Carlo Emanuele Asinari di San Marzano, Giacinto Provana di Collegno. Questi ebbero contatti col futuro erede al trono Carlo Alberto di Savoia, che, rispetto al suo patrigno Vittorio Emanuele I, simpatizzava per la monarchia costituzionale.
Nel marzo 1821 Vittorio Emanuele abdicò dal trono dopo le prime sommosse, cedendolo al fratello Carlo Felice, ma questi, non essendo presente a Torino, passò il trono a Carlo Alberto, che, immediatamente, approvò la Costituzione. Questo gesto non piacque affatto a Carlo Felice, conservatore della monarchia lealista come il fratello. Tornato a Torino, con l'aiuto degli austriaci, allontanò dalla reggenza Carlo Alberto, facendolo scortare fino a Novara dal generale Vittorio Amedeo Sallier della Torre, in una sorta di esilio.
Ai primi giorni di aprile del 1821 i rivoluzionari tentarono di insorgere a favore di Carlo Alberto, ma persero, appunto, a Novara, grazie al fatto che Carlo Felice fece intervenire 15 000 soldati austriaci.